# Парфёновы
Парфёновы — деревня в Котельничском районе Кировской области в составе Биртяевского сельского поселения.

## География
Располагается на расстоянии примерно 4 км по прямой на северо-восток от райцентра города Котельнич на правом берегу реки Вятка.

## История
Известна с 1802 года как деревня Зиновья Парфенова с 1 двором. В 1873 году здесь отмечено дворов 5 и жителей 29, в 1905 (Зиновия Парфенова или Парфеновы) 6 и 43, в 1926 11 и 45, в 1950 (Парфеновы) 20 и 61, в 1989 году оставалось 7 человек. Настоящее название утвердилось с 1950 года.

## Население
Постоянное население  составляло 2 человека (русские 100%) в 2002 году, 1 в 2010.